# Mistrzostwa Świata Juniorów w Narciarstwie Klasycznym 2020
Mistrzostwa Świata Juniorów w Narciarstwie Klasycznym 2020 – zawody sportowe, które rozegrane zostały pomiędzy 29 lutego a 8 marca 2020 roku w niemieckim Oberwiesenthal. Podczas mistrzostw zawodnicy rywalizowali w 24 konkurencjach w trzech dyscyplinach klasycznych: skokach narciarskich, kombinacji norweskiej i biegach narciarskich.
Po raz pierwszy w historii rozegrany został oficjalny konkurs mieszany w kombinacji norweskiej (Gundersen HS105/4x2,5 km) oraz sztafeta mieszana w biegach narciarskich U-23.

## Program
29 lutego
- Biegi narciarskie – sprint (M/K)

1 marca
- Biegi narciarskie (U 23) – sprint (M/K)

2 marca
- Biegi narciarskie – 5 kilometrów (K)
- Biegi narciarskie – 10 kilometrów (M)

3 marca
- Biegi narciarskie (U 23) – 10 kilometrów (K)
- Biegi narciarskie (U 23) – 15 kilometrów (M)

4 marca
- Kombinacja norweska – HS 105/5 km (K)
- Kombinacja norweska – HS 105/10 km (M)
- Biegi narciarskie – 15 kilometrów (K)
- Biegi narciarskie – 30 kilometrów (M)

5 marca
- Skoki narciarskie – skocznia normalna indywidualnie (M)
- Skoki narciarskie – skocznia normalna indywidualnie (K)
- Biegi narciarskie (U 23) – 15 kilometrów (K)
- Biegi narciarskie (U 23) – 30 kilometrów (M)

6 marca
- Kombinacja norweska – HS 105/4×2,5 kilometrów konkurs mieszany
- Biegi narciarskie – sztafeta 4×3,3 km (K)
- Biegi narciarskie – sztafeta 4×5 km (M)

7 marca
- Skoki narciarskie – HS 105 drużynowo (K/M)
- Biegi narciarskie (U 23) – 4×5 kilometrów sztafeta mieszana

8 marca
- Skoki narciarskie – HS 105 konkurs mieszany
- Kombinacja norweska – HS 105/4×5 kilometrów drużynowo (M)

## Medaliści

### Biegi narciarskie – juniorzy
Mężczyźni
| Konkurencja             | Data           | Złoto                                                                                    | Srebro                                                                               | Brąz                                                                                  |
| ----------------------- | -------------- | ---------------------------------------------------------------------------------------- | ------------------------------------------------------------------------------------ | ------------------------------------------------------------------------------------- |
| Sprint stylem dowolnym  | 29 lutego 2020 | Ansgar Evensen                                                                           | Valerio Grond                                                                        | Maxim Cervinka                                                                        |
| 10 km stylem klasycznym | 2 marca 2020   | Gus Schumacher                                                                           | Friedrich Moch                                                                       | Davide Graz                                                                           |
| 30 km stylem dowolnym   | 4 marca 2020   | Iver Tildheim Andersen                                                                   | Friedrich Moch                                                                       | Martin Kirkeberg Mørk                                                                 |
| Bieg sztafetowy 4×5 km  | 6 marca 2020   | Stany Zjednoczone 1. Luke Jager · 2. Ben Ogden · 3. Johnny Hagenbuch · 4. Gus Schumacher | Kanada 1. Xavier McKeever · 2. Olivier Léveillé · 3. Thomas Stephen · 4. Rémi Drolet | Włochy 1. Michele Gasperi · 2. Davide Graz · 3. Giovanni Ticcó · 4. Francesco Manzoni |

Kobiety
| Konkurencja              | Data           | Złoto                                                                      | Srebro                                                                                            | Brąz                                                                                    |
| ------------------------ | -------------- | -------------------------------------------------------------------------- | ------------------------------------------------------------------------------------------------- | --------------------------------------------------------------------------------------- |
| Sprint stylem dowolnym   | 29 lutego 2020 | Louise Lindström                                                           | Izabela Marcisz                                                                                   | Siri Wigger                                                                             |
| 5 km stylem klasycznym   | 2 marca 2020   | Helene Marie Fossesholm                                                    | Lisa Lohmann                                                                                      | Izabela Marcisz                                                                         |
| 15 km stylem dowolnym    | 4 marca 2020   | Helene Marie Fossesholm                                                    | Izabela Marcisz                                                                                   | Siri Wigger                                                                             |
| Bieg sztafetowy 4×3,3 km | 6 marca 2020   | Szwajcaria 1. Nadja Kälin · 2. Siri Wigger · 3. Anja Weber · 4. Anja Lozza | Stany Zjednoczone 1. Sydney Palmer-Leger · 2. Kendall Kramer · 3. Sophia Laukli · 4. Novie McCabe | Szwecja 1. Tilde Baangman · 2. Märta Rosenberg · 3. Tove Ericsson · 4. Louise Lindström |

### Biegi narciarskie – U 23
Mężczyźni
| Konkurencja             | Data         | Złoto                   | Srebro                  | Brąz                    |
| ----------------------- | ------------ | ----------------------- | ----------------------- | ----------------------- |
| Sprint stylem dowolnym  | 1 marca 2020 | Vebjørn Hegdal          | Mattia Armellini        | Harald Østberg Amundsen |
| 15 km stylem klasycznym | 3 marca 2020 | Siergiej Ardaszew       | Harald Østberg Amundsen | Hugo Lapalus            |
| 30 km stylem dowolnym   | 5 marca 2020 | Harald Østberg Amundsen | Siergiej Ardaszew       | Håvard Moseby           |

Kobiety
| Konkurencja             | Data         | Złoto          | Srebro                | Brąz       |
| ----------------------- | ------------ | -------------- | --------------------- | ---------- |
| Sprint stylem dowolnym  | 1 marca 2020 | Emma Ribom     | Johanna Hagström      | Julia Kern |
| 10 km stylem klasycznym | 3 marca 2020 | Ebba Andersson | Marte Mæhlum Johansen | Emma Ribom |
| 15 km stylem dowolnym   | 5 marca 2020 | Ebba Andersson | Moa Lundgren          | Emma Ribom |

Mieszane
| Konkurencja            | Data         | Złoto | Srebro                                                                                        | Brąz                                                                                    |
| ---------------------- | ------------ | --- | --------------------------------------------------------------------------------------------- | --------------------------------------------------------------------------------------- |
| Bieg sztafetowy 4×5 km | 7 marca 2020 | Norwegia 1. Marte Mæhlum Johansen · 2. Håvard Moseby · 3. Harald Østberg Amundsen · 4. Hedda Østberg Amundsen | Rosja 1. Christina Macokina · 2. Siergiej Ardaszew · 3. Dienis Filmonow · 4. Nina Dubotołkina | Włochy 1. Anna Comarella · 2. Simone Daprá · 3. Martin Coradazzi · 4. Francesca Franchi |

### Skoki narciarskie
Mężczyźni
| Konkurencja                       | Data         | Złoto                                                                        | Srebro                                                                             | Brąz                                                                         |
| --------------------------------- | ------------ | ---------------------------------------------------------------------------- | ---------------------------------------------------------------------------------- | ---------------------------------------------------------------------------- |
| Skocznia normalna – indywidualnie | 5 marca 2020 | Peter Resinger                                                               | Sander Vossan Eriksen                                                              | Mark Hafnar                                                                  |
| Skocznia normalna – drużynowo     | 7 marca 2020 | Słowenia 1. Žak Mogel · 2. Jan Bombek · 3. Jernej Presečnik · 4. Mark Hafnar | Austria 1. Peter Resinger · 2. Josef Ritzer · 3. David Haagen · 4. Marco Wörgötter | Niemcy 1. Luca Roth · 2. Claudio Haas · 3. Kilian Märkl · 4. Philipp Raimund |

Kobiety
| Konkurencja                       | Data         | Złoto                                                                                 | Srebro                                                                                  | Brąz                                                                                   |
| --------------------------------- | ------------ | ------------------------------------------------------------------------------------- | --------------------------------------------------------------------------------------- | -------------------------------------------------------------------------------------- |
| Skocznia normalna – indywidualnie | 5 marca 2020 | Marita Kramer                                                                         | Thea Minyan Bjørseth                                                                    | Lara Malsiner                                                                          |
| Skocznia normalna – drużynowo     | 7 marca 2020 | Austria 1. Lisa Eder · 2. Vanessa Moharitsch · 3. Julia Mühlbacher · 4. Marita Kramer | Słowenia 1. Jerneja Brecl · 2. Lara Logar · 3. Jerneja Repinc Zupančič · 4. Katra Komar | Niemcy 1. Michelle Göbel · 2. Josephin Laue · 3. Pia Lilian Kübler · 4. Selina Freitag |

Mieszane
| Konkurencja                   | Data         | Złoto                                                                            | Srebro | Brąz                                                                        |
| ----------------------------- | ------------ | -------------------------------------------------------------------------------- | --- | --------------------------------------------------------------------------- |
| Skocznia normalna – drużynowo | 8 marca 2020 | Austria 1. Lisa Eder · 2. Marco Wörgötter · 3. Marita Kramer · 4. Peter Resinger | Norwegia 1. Eirin Maria Kvandal · 2. Bendik Jakobsen Heggli · 3. Thea Minyan Bjørseth · 4. Sander Vossan Eriksen | Słowenia 1. Jerneja Brecl · 2. Jan Bombek · 3. Katra Komar · 4. Mark Hafnar |

### Kombinacja norweska
Mężczyźni
| Konkurencja                                   | Data         | Złoto                                                                                             | Srebro                                                                       | Brąz                                                                                     |
| --------------------------------------------- | ------------ | ------------------------------------------------------------------------------------------------- | ---------------------------------------------------------------------------- | ---------------------------------------------------------------------------------------- |
| Skocznia normalna, bieg na 10 km              | 4 marca 2020 | Jens Lurås Oftebro                                                                                | Johannes Lamparter                                                           | Gaël Blondeau                                                                            |
| Skocznia normalna, bieg na 4×5 km – drużynowo | 8 marca 2020 | Austria 1. Stefan Rettenegger · 2. Thomas Rettenegger · 3. Johannes Lamparter · 4. Fabio Obermeyr | Francja 1. Maël Tyrode · 2. Edgar Vallet · 3. Mattéo Baud · 4. Gaël Blondeau | Norwegia 1. Emil Ottesen · 2. Marius Solvik · 3. Sebastian Østvold · 4. Andreas Skoglund |

Kobiety
| Konkurencja                     | Data         | Złoto       | Srebro               | Brąz        |
| ------------------------------- | ------------ | ----------- | -------------------- | ----------- |
| Skocznia normalna, bieg na 5 km | 4 marca 2020 | Jenny Nowak | Gyda Westvold Hansen | Lisa Hirner |

Mieszane
| Konkurencja                                     | Data         | Złoto                                                                                                | Srebro                                                                        | Brąz                                                                                  |
| ----------------------------------------------- | ------------ | --- | ----------------------------------------------------------------------------- | ------------------------------------------------------------------------------------- |
| Skocznia normalna, bieg na 4×2,5 km – drużynowo | 6 marca 2020 | Norwegia 1. Sebastian Østvold · 2. Marte Leinan Lund · 3. Gyda Westvold Hansen · 4. Andreas Skoglund | Niemcy 1. Christian Frank · 2. Maria Gerboth · 3. Jenny Nowak · 4. David Mach | Japonia 1. Daimatsu Takehana · 2. Ayane Miyazaki · 3. Anju Nakamura · 4. Kodai Kimura |

## Klasyfikacja medalowa
| Miejsce | Państwo           |   |   |   | Razem |
| ------- | ----------------- | - | - | - | ----- |
| 1.      | Norwegia          | 9 | 6 | 4 | 19    |
| 2.      | Austria           | 5 | 2 | 1 | 8     |
| 3.      | Szwecja           | 4 | 2 | 3 | 9     |
| 4.      | Stany Zjednoczone | 2 | 1 | 1 | 4     |
| 5.      | Niemcy            | 1 | 4 | 3 | 8     |
| 6.      | Rosja             | 1 | 2 | 0 | 3     |
| 7.      | Słowenia          | 1 | 1 | 2 | 4     |
| 7.      | Szwajcaria        | 1 | 1 | 2 | 4     |
| 9.      | Polska            | 0 | 2 | 1 | 3     |
| 10.     | Włochy            | 0 | 1 | 4 | 5     |
| 11.     | Francja           | 0 | 1 | 2 | 3     |
| 12.     | Kanada            | 0 | 1 | 0 | 1     |
| 13.     | Japonia           | 0 | 0 | 1 | 1     |